# Mar Molné i Magriñà
Mar Molné i Magriñà   (el Morell i Tarragona, 16 d'octubre de 2001) és una esportista catalana que competeix en tir en la modalitat de fossa.

## Biografia
Filla d'un caçador aficionat, al qual acompanyava a concursos de disparar al plat per Tarragona, amb 14 anys va disparar per primera vegada una escopeta de caça. No s'ha dedicat mai a la caça ja que no li agrada i per això el seu primer objectiu va ser un arbre.
Després de guanyar campionats tant nacionals com estatals va arribar a vèncer en el campionat europeu del 2018. A partir de llavors es va començar a dedicar al tir de manera professional i no com a hobby. A la Copa Mundial de Tir de 2023 va aconseguir dues victòries en la prova de fossa individual, en les etapes d'Almati i Rabat. A més, a nivell juvenil va ser campiona mundial per equips el 2021 i campiona europea de la prova individual el 2019. Va participar en els Jocs Olímpics de París 2024, ocupant el quart lloc en la prova de fossat. Va acabar no podent accedir a les medalles tot i haver anat per la part alta durant gran part de la final i havent-se classificat per a la final en primera posició.
Sap tocar la gralla i ha acompanyat a colles castelleres al llarg de la seva vida. Ha sigut la primera tarragonina a participar en uns Jocs Olímpics en la modalitat de fossat olímpic. Viu a Granada gràcies a una beca de la federació que li permet viure de l'esport. És esquerrana.

## Historial de millors resultats
| Competició                            | Prova             | Any  | Posició |
| ------------------------------------- | ----------------- | ---- | ------- |
| Jocs Olímpics d'Estiu                 | Fossa             | 2024 | 4a      |
| Shotgun World Cup - Almaty            | Fossa             | 2023 | 1a      |
| Shotgun World Cup - Rabat             | Fossa             | 2023 | 1a      |
| Shotgun World Cup - Granada           | Fossa Equip Mixte | 2022 | 2a      |
| Shotgun World Cup - Lonato            | Fossa Equip Mixte | 2022 | 2a      |
| Junior World Shotgun Championships    | Fossa Equip Mixte | 2021 | 1a      |
| Shotgun World Cup - Lonato            | Fossa             | 2021 | 1a      |
| European Junior Shotgun Championships | Fossa             | 2019 | 1a      |